# Гра в смерть (фільм)
«Гра в смерть» (англ. The Dead Pool) — американський бойовик режисера Бадді Ван Хорна, п'ятий фільм із серії про поліцейського «Брудного Гаррі».

## Сюжет
Бути відомим не входить в плани детектива Гарі Каллагана з Сан-Франциско. Його не радує перспектива опинитися в одній компанії з рок-зіркою, кінокритиком і відомим телевізійним ведучим. До того ж всі троє вже мертві. Ці знаменитості були в таємному, так званому «Списку мертвяків», через який укладалися парі і робилися ставки. А тепер Гаррі виявив, що в цьому списку ще одне добре знайоме йому ім'я: його власне.

## У ролях
| Актор             | Роль                     |
| ----------------- | ------------------------ |
| Клінт Іствуд      | інспектор Гаррі Каллаган |
| Патрісія Кларксон | Саманта Волкер           |
| Ліам Нісон        | Пітер Сван               |
| Івен С. Кім       | інспектор Ел Кюен        |
| Девід Гант        | Гарлан Рук / Ед Батлер   |
| Майкл Каррі       | капітан Доннеллі         |
| Майкл Гудвін      | лейтенант Акерман        |
| Дарвін Джіллетт   | Патрік Сноу              |
| Ентоні Чарнота    | Лу Дженеро               |
| Крістофер П. Біл  | Томас Макшеррі           |
| Джон Аллен Вік    | лейтенант Расковскі      |
| Джефф Річмонд     | репортер на автостраді 1 |
| Патрік Ван Горн   | репортер на автостраді 2 |
| Сігрід Вуршмідт   | репортер на автостраді 3 |
| Джим Керрі        | Джонні Сквейрес          |